# Вест Кросент (Арканзас)
Вест Кросент (енгл. West Crossett) насељено је место без административног статуса у америчкој савезној држави Арканзас.

## Демографија
По попису из 2010. године број становника је 1.256, што је 408 (-24,5%) становника мање него 2000. године.
| Група             | 2000.         | 2010.       |
| Белци             | 1.003 (60,3%) | 794 (63,2%) |
| Афроамериканци    | 611 (36,7%)   | 420 (33,4%) |
| Азијати           | 1 (0,1%)      | 0 (0,0%)    |
| Хиспаноамериканци | 51 (3,1%)     | 28 (2,2%)   |
| Укупно            | 1.664         | 1.256       |